# Юганова Алла Сергіївна
Алла Сергіївна Юганова (нар.. 19 січня 1982, Москва, РРФСР, СРСР) — російська актриса театру і кіно, співачка, автор пісенних текстів.

## Біографія
Народилася 19 січня 1982 року в Москві. Мати — Євгенія Іванівна. Сестра — Світлана.
З дитинства мріяла стати актрисою. У 1998 році, навчаючись у десятому класі середньої школи, вступила вільним слухачем до Щепкінського училища (акторський курс Віталія Іванова та Володимира Бейліса). За півроку екстерном закінчила школу і стала повноцінною студенткою, після чого її перевели на курс Римми Гаврилівни Солнцевої.
На другому курсі запросили до Державного академічного Малого театру Росії на ролі Білочки у виставі «Казка про царя Салтана» та Герди в «Сніговій королеві», а також на епізодичні ролі дівчат, майже без слів.
У 2000 році, під час навчання на третьому курсі, студентці запропонували знятися в одній з головних ролей в турецькому художньому фільмі «Балалайка» («Balalayka») режисера Алі Озгюнтурга.
У 2002 році закінчила Вище театральне училище імені М. С. Щепкіна і була прийнята в трупу Московського державного театру «Ленком», де працює дотепер. Мрія актриси здійснилася — вона прийшла в легендарний «Ленком», де думала зіграти хоча б у складі масовки, стоячи зі свічкою в знаменитій постановці «Юнона та Авось», але її майже відразу ввели на роль Кончіти в цьому спектаклі, а пізніше затвердили на роль Ніни Заречної в «Чайці».
Співпрацює також з іншими театрами Москви. З 2002 року в Театрі музики і поезії під керівництвом Олени Камбурової вона зайнята в спектаклях «Роман в листах», «Туве Янссон. Точка зліва», «Снився мені сад…». У Державному театрі націй бере участь у постановках «Роман без ремарок» і «Скляний звіринець», в театрі «Квартет І» — «Прояви любові», в Театрі антрепризи — «Сни ідіотки».
Своєю першою серйозною роботою в кіно вважає головну роль у телесеріалі «Сибірочка» (2003). Потім були ролі в телесеріалах «Близнюки» (2004), «Тариф на любов» (2004), «Мій особистий ворог» (2005).

### Особисте життя
- дочка Ганна (нар. 21 травня 2012) від актора Павла Кузьміна

## Творчість

### Ролі в театрі

#### Дипломні вистави
- «Одруження Бальзамінова» Олександра Островського — Анфіса Панфилівна Пеженова
- «Варвари» М. Горького — Катя
- «Страх № 1» Едуардо Де Філіппо — Марія
- «20 хвилин c ангелом» Вампілова — Фаїна
- «Мауглі» — найменше вовченя

#### Московський державний театр «Ленком»
- «Божевільний день, або Одруження Фігаро» (режисер Марк Захаров) — Фаншетта
- «Дві жінки» (режисер — Володимир Мірзоєв) — Катя
- «Блазень Балакірєв» (режисер Марк Захаров) — Головкіна, камер-фрейліна
- «Ва-банк» (режисер Марк Захаров) — дівка
- «Юнона і Авось» (режисер Марк Захаров) — Кончіта
- «Пролітаючи над гніздом зозулі» (режисер — Олександр Морфов) — Кенді
- «Тартюф» (режисер — Володимир Мірзоєв) — Маріана, дочка Оргона, закохана у Валера
- «Чайка» (режисер Марк Захаров) — Ніна Михайлівна Заречна, молода дівчина, дочка багатого поміщика
- «Аквітанська левиця» (режисер Гліб Панфілов) — Елліс
- «Пер Ґюнт» (режисери — Марк Захаров, Олег Глушков) — Сольвейг, донька подружжя переселенців

#### Театр музики і поезії під керівництвомОлени Камбурової(Москва)
- 2002 — «Роман в листах» за прозаїчним твором Олександра Пушкіна (режисер — Ігор Ларін; прем'єра — 5 жовтня 2002 року) — Ліза
- 2005 — «Туве Янссон. Точка зліва», казка для дорослих за мотивами творів Туве Янссон, Генрі Лонгфелло, Олександра Введенського (режисер — Олександр Марченко; прем'єра — 18 грудня 2005 року) — Тіту-ву, Трясунчик
- 2011 — «Снився мені сад…» Вадима Жука та Олени Покорської (жанр — «романс в інтер'єрі»; режисер — Ольга Анохіна; прем'єра — 20 листопада 2011 року) — Ірина Василівна, дружина власника фабрики Сергія Воловича

#### Державний театр націй (Москва)
- 2004—2009 — «Роман без ремарок» за мотивами роману «Зінзівер» Віктора Сліпенчука (режисер — Геннадій Шапошников) — Розочка
- 2013 — «Скляний звіринець» за однойменною п'єсою Теннессі Вільямса (режисер — Туфан Імамутдінов; прем'єра — 16 лютого 2013 року) — Лаура Вінгфілд, дочка Аманди

#### Театр антрепризи
- «Сни ідіотки» (режисер — Віталій Іванов) — Ненсі

#### Театр«Квартет І»(Москва)
- «Прояви» (режисер — О. Суботіна) —

### Фільмографія

#### Художні фільми
1. 2000 -  Балалайка (Туреччина) - Ольга, дівчина-інвалід, племінниця Тетяни
2. 2001 /  2011 -  Гольфстрім під айсбергом (кіноальманах) -  Майя, дочка Франца
3. 2004 - 32 грудня -  Маргарита (в молодості)
4. 2004 -  Тариф на любов -  Катерина
5. 2006 - А Ви йому хто? -  Євгенія Агапова, медсестра
6. 2007 -  Гальмівний шлях -  Людмила (Люся) Олегівна полювання
7. 2008 - Кохання-зітхання 2 -  вчитель літератури
8. 2009 -  Ясновидюща -  Ксенія Петрівна Колишева
9. 2010 -  Подруги -  Любов Петрівна Уварова
10. 2012 -  День учителя -  сусідка по квартирі вчителя російської мови та літератури Панаса Петровича Деркача
11. 2014 -  Москва-лопушки -  Марія, двоюрідна сестра Поліни
12. 2015 -  Спадкоємці -  Катерина Георгіївна Кузнєцова, лікар-педіатр
13. 2015 -  Воїн -  Марія
14. 2016 - Заміж на Новий рік -  Люся
15. 2016 -  Мама, не їдь! -  мама
16. 2016 -  Не кажіть мені про нього - Любов Філатова, головний технолог на кондитерській фабриці
17. 2018 -  Тітка Маша -  Анна Смирнова

#### Телесеріали
1. 2002 —  Вільна жінка —  епізод
2. 2003 —  Сибірочка —  «Сибирочка»
3. 2004 —  Близнюки (фільм № 1 «Східне спадок», фільм № 2 «Відсотки кров'ю») —  Надія Аксьонова
4. 2004 —  Холостяки —  Надія
5. 2005 —  Ад'ютанти любові —  Зося
6. 2005 —  Неділя в жіночій бані (серія № 6 «Звичайні історії») —  Марина
7. 2005 —  Мій особистий ворог —  Катерина, подруга Олександри Потапової
8. 2006 — Утьосов. Пісня завдовжки в життя —  Любов, циркачка
9. 2006 —  Карамболь —  Тетяна Попова
10. 2007 —  Таксі для ангела —  Аліса, журналістка, особиста секретарка загиблої письменниці Аглаї Канунникової
11. 2007 —  Мій особистий ворог 2 —  Катерина, подруга Олександри Потапової
12. 2008 —  Фотограф (серія № 1 «Візьми мене на небеса») —  Юлія Черемха
13. 2010 —  Жіночі мрії про далекі країни —  Надія Прокоф'єва, секретарка
14. 2010 —  Остання хвилина —  епізод
15. 2010 —  Одружити мільйонера! —  Людмила (Люся) Олексіївна Петрова, колишня наречена і майбутня дружина успішного бізнесмена Миколи Яковича, невістка Ніни Петрівни
16. 2010 — Вийшов їжачок з туману —  Олена Бобильова, сільська дівчина, внучка Катерини, найкраща подруга Маргарити Золотницької, названа мати Алевтини Смирнової
17. 2010 —  Земський лікар —  Ксенія
18. 2011 —  Биття серця —  Марія, зведена сестра Ніни Ільїної і старша сестра Кеші, дочка Наталії
19. 2011 —  Достоєвський —  Ганна Григорівна Достоєвська (Сніткіна), друга дружина  Федора Достоєвського
20. 2011 —  Карамель —  Анна Бєляєва
21. 2013 —  Любов з випробувальним терміном —  Наталія Селезньова, бібліотекар
22. 2014 —  Знову один на всіх —  Ніна Гришина, старший вихователь у дитячому будинку
23. 2014 —  Спокуса —  Люся Феоктистова, знайома Віри
24. 2015 —  Вбивство на трьох —  Ірина Снєгірьова, математик, подруга художниці Катерини Дронової і нотаріуса Жанни Ташьян
25. 2015 —  Погоня за трьома зайцями —  Ірина Снєгірьова, математик, подруга художниці Катерини Дронової і нотаріуса Жанни Ташьян
26. 2015 —  Марафон для трьох грацій —  Ірина Снєгірьова, математик, подруга художниці Катерини Дронової і нотаріуса Жанни Ташьян
27. 2015 —  Рая знає — Єлизавета, дружина дільничного Віктора Сергійовича Петрова
28. 2015 —  Смішне життя —  Катерина
29. 2016 —  Привид повітового театру —  Ляля Вершиніна, завліт Дрьомівського театру
30. 2016 —  Ключ до його серця —  Дар'я Романова, масажист
31. 2016 —  Три лані на алмазній стежці —  Ірина Снєгірьова, математик, подруга художниці Катерини Дронової і нотаріуса Жанни Ташьян
32. 2017 —  Троє в ліфті, не рахуючи собаки —  Ірина Снєгірьова, математик, подруга художниці Катерини Дронової і нотаріуса Жанни Ташьян
33. 2017 —  Мишоловка на три персони —  Ірина Снєгірьова, математик, подруга художниці Катерини Дронової і нотаріуса Жанни Ташьян
34. 2017 —  По той бік смерті (фільм № 3 «Чокнута») —  Марина Савеліївна Кузьменко, няня сина Анни Данилівни Покровської / Матюхіна Анна Сергіївна
35. 2017 —  Пташка співоча —  Ольга Соловйова
36. 2017 —  Перехрестя —  Ольга Летаева
37. 2018 —  Жінки —  Олександра, подруга Надії і Валентини

### Дискографія (у складі групи «Девушкин сон»)
1. 2008 — «Швидкі сни» [Shadowplay rec]
2. 2011 — «Інопланетянка» [Shadowplay rec]